# Vị Thanh 1
Vị Thanh 1 là một xã thuộc thành phố Cần Thơ, Việt Nam.

## Địa lý
Xã Vị Thanh 1 có vị trí địa lý:
- Phía đông giáp xã Vị Thủy và xã Vĩnh Tường
- Phía tây giáp tỉnh An Giang
- Phía nam giáp phường Vị Tân
- Phía bắc giáp xã Tân Hòa và xã Trường Long Tây.

Xã Vị Thanh 1 có diện tích 71,12 km², dân số năm 2024 là 42.766 người, mật độ dân số đạt 601 người/km².

## Lịch sử
Năm 1876, làng Vị Thanh thuộc tổng Long Mỹ, hạt tham biện Rạch Giá.
Ngày 24 tháng 5 năm 1894, thành lập làng Vị Thanh thuộc tổng Giang Ninh, tỉnh Rạch Giá.
Năm 1908, làng Vị Thanh thuộc tổng An Ninh, quận Long Mỹ, tỉnh tỉnh Rạch Giá.
Sau năm 1945, chính quyền Việt Minh hình thành khu Vị Thanh (gồm các làng Hòa Hưng, Hòa Thuận, Ngọc Hòa của quận Giồng Riềng và làng Vị Thanh của quận Long Mỹ) thuộc tỉnh Rạch Giá.
Năm 1946, khu Vị Thanh đổi thành huyện Vị Thanh.
Cuối năm 1947, hai huyện Giồng Riềng và Vị Thanh nhập lại thành huyện Giồng Riềng. Vị Thanh chỉ còn là đơn vị hành chính cấp xã thuộc huyện Giồng Riềng, tỉnh Rạch Giá.
Ngày 31 tháng 3 năm 1955, sáp nhập làng Vị Thanh từ quận Giồng Riềng vào quận Long Mỹ.
Ngày 23 tháng 2 năm 1957, xã Vị Thanh thuộc tổng An Ninh, quận Long Mỹ, tỉnh Phong Dinh.
Ngày 12 tháng 3 năm 1960, chính quyền Ngô Đình Diệm tổ chức khánh thành Khu trù mật Vị Thanh – Hỏa Lựu.
Ngày 18 tháng 3 năm 1960, thành lập quận Đức Long thuộc tỉnh Phong Dinh trên cơ sở tách tổng An Ninh của quận Long Mỹ. Lúc này, xã Vị Thanh thuộc quận Đức Long, đồng thời là nơi đặt quận lỵ quận Đức Long.
Ngày 24 tháng 12 năm 1961, Tổng thống Ngô Đình Diệm dưới thời Đệ Nhất Cộng hòa của chính quyền Việt Nam Cộng hòa ban hành Sắc lệnh số 244-NV về việc thành lập tỉnh Chương Thiện. Khi đó, Vị Thanh được chọn làm tên tỉnh lỵ của tỉnh Chương Thiện, về mặt hành chánh thì vẫn là xã Vị Thanh thuộc quận Đức Long.
Năm 1968, địa bàn xã Vị Thanh có 9 ấp trực thuộc: Vị Thiện, Vị Thành, Vị Long, Vị Đức, Vị Hưng, Vị An, Vị Nghĩa, Vị Tín, Vị Hòa.
Năm 1971, dân số của xã Vị Thanh là 24.477 người.
Chính quyền Cách mạng
Năm 1957, sáp nhập huyện Long Mỹ vào tỉnh Cần Thơ nhưng giữ lại xã Vị Thanh và nhập vào huyện Giồng Riềng của tỉnh Rạch Giá.
Tháng 7 năm 1960, huyện Giồng Riềng giao xã Vị Thanh về cho huyện Long Mỹ của tỉnh Cần Thơ quản lý.
Ngày 9 tháng 3 năm 1961, chính quyền Mặt trận Dân tộc Giải phóng miền Nam Việt Nam ban hành Quyết định về việc thành lập thị trấn Vị Thanh thuộc huyện Long Mỹ trên cơ sở bao gồm khu vực chợ Cái Nhum và các ấp xung quanh bên cạnh của xã Vị Thanh.
Tháng 6 năm 1966, chính quyền Mặt trận Dân tộc Giải phóng miền Nam Việt Nam ban hành Quyết định về việc thành lập thị xã Vị Thanh trực thuộc tỉnh Cần Thơ trên cơ sở tách thị trấn Vị Thanh và một số ấp của xã Vị Thanh của huyện Long Mỹ.
Ngày 20 tháng 9 năm 1975, Bộ Chính trị ban hành Nghị quyết số 245-NQ/TW về việc hợp nhất tỉnh Cần Thơ (ngoại trừ huyện Thốt Nốt), tỉnh Sóc Trăng, tỉnh Trà Vinh, tỉnh Vĩnh Long thành một tỉnh, tên gọi tỉnh mới cùng với nơi đặt tỉnh lỵ sẽ do địa phương đề nghị lên.
Ngày 20 tháng 12 năm 1975, Bộ Chính trị ban hành Nghị quyết số 19/NQ về việc hợp nhất tỉnh Cần Thơ (bao gồm cả huyện Thốt Nốt của tỉnh Long Xuyên), tỉnh Sóc Trăng thành một tỉnh mới, tên gọi tỉnh mới cùng với nơi đặt tỉnh lỵ sẽ do địa phương đề nghị lên.
Ngày 24 tháng 2 năm 1976, Chính phủ Cách mạng lâm thời Cộng hòa miền Nam Việt Nam ban hành Nghị định số 3/NQ/1976 về việc hợp nhất tỉnh Cần Thơ, tỉnh Sóc Trăng và thành phố Cần Thơ thành một tỉnh mới, lấy tên là tỉnh Hậu Giang.
Ngày 15 tháng 12 năm 1977, Hội đồng Chính phủ ban hành Quyết định số 330-CP về việc:
- Sáp nhập thị xã Vị Thanh vào huyện Long Mỹ.
- Chuyển thị xã Vị Thanh thuộc tỉnh Hậu Giang chuyển xuống thành thị trấn Vị Thanh thuộc huyện Long Mỹ.

Ngày 21 tháng 4 năm 1979, Hội đồng Chính phủ ban hành Quyết định số 174-CP về việc chia xã Vị Tân thuộc huyện Long Mỹ thành xã Vị Đông và xã Vị Tân.
Ngày 15 tháng 9 năm 1981, Hội đồng Bộ trưởng ban hành Quyết định số 70-HĐBT về việc chia xã Vị Thanh thuộc huyện Long Mỹ thành 3 xã: Vị Bình, Vị Thanh, Vị Xuân.
Ngày 26 tháng 10 năm 1981, Hội đồng Bộ trưởng ban hành Quyết định số 119-HĐBT về việc:
- Thành lập huyện Mỹ Thanh thuộc tỉnh Hậu Giang.
- Chuyển các xã Vị Bình, Vị Đông, Vị Thanh, Vị Xuân thuộc huyện Long Mỹ về huyện Mỹ Thanh mới thành lập quản lý.

Ngày 6 tháng 4 năm 1982, Hội đồng Bộ trưởng ban hành Quyết định số 64-HĐBT về việc:
- Đổi tên huyện Mỹ Thanh thành huyện Vị Thanh thuộc tỉnh Hậu Giang.
- Các xã Vị Bình, Vị Đông, Vị Thanh, Vị Xuân thuộc huyện Vị Thanh mới đổi tên quản lý.

Ngày 28 tháng 1 năm 1991, Ban tổ chức – Cán bộ của Chính phủ ban hành Quyết định số 36/QĐ-TCCP về việc:
- Sáp nhập xã Vị Xuân vào xã Vị Đông.
- Sáp nhập xã Vị Bình vào xã Vị Thanh.

Ngày 26 tháng 12 năm 1991, Quốc hội ban hành Nghị quyết về việc chia tỉnh Hậu Giang thành tỉnh Cần Thơ và tỉnh Sóc Trăng. Khi đó, xã Vị Đông và xã Vị Thanh thuộc huyện Vị Thanh, tỉnh Cần Thơ.
Ngày 1 tháng 7 năm 1999, Chính phủ ban hành Nghị định số 45/1999/NĐ-CP về việc:
- Thành lập thị xã Vị Thanh thuộc tỉnh Cần Thơ.
- Thành lập Phường IV thuộc thị xã Vị Thanh trên cơ sở điều chỉnh 352,32 ha diện tích tự nhiên với 7.518 nhân khẩu của thị trấn Vị Thanh cũ và 210 ha diện tích tự nhiên với 3.754 nhân khẩu của xã Vị Đông thuộc huyện Vị Thanh.
- Thành lập Phường V thuộc thị xã Vị Thanh trên cơ sở 575,38 ha diện tích tự nhiên với 4.925 nhân khẩu của thị trấn Vị Thanh cũ và 228 ha diện tích tự nhiên với 2.572 nhân khẩu của xã Vị Đông thuộc huyện Vị Thanh.
- Đổi tên huyện Vị Thanh thành huyện Vị Thủy.
- Thành lập xã Vị Bình thuộc huyện Vị Thủy trên cơ sở 2.108,52 ha diện tích tự nhiên và 8.252 nhân khẩu của xã Vị Thanh.
- Chuyển xã Vị Bình, xã Vị Đông, xã Vị Thanh thuộc huyện Vị Thanh về huyện Vị Thủy mới đổi tên.

Sau khi điều chỉnh địa giới hành chính, xã Vị Đông có 3.334,63 ha diện tích tự nhiên và 12.918 nhân khẩu.
Tính đến ngày 31/12/2024:
- Xã Vị Bình có 5 ấp: 2, 4, 9A1, 9A2, 9B.
- Xã Vị Đông có 10 ấp: 1, 1A, 2, 3, 3A, 4, 5, 6, 7, 8.
- Xã Vị Thanh có 7 ấp: 1, 3, 5, 7A1, 7A2, 7B1, 7B2.

Ngày 26 tháng 11 năm 2003, Quốc hội ban hành Nghị quyết số 22/2003/QH11 về việc chia tỉnh Cần Thơ thành thành phố Cần Thơ trực thuộc trung ương và tỉnh Hậu Giang. Khi đó, xã Vị Bình, xã Vị Đông, xã Vị Thanh thuộc huyện Vị Thủy, tỉnh Hậu Giang.
Ngày 12 tháng 6 năm 2025, Quốc hội ban hành Nghị quyết số 202/2025/QH15 về việc sắp xếp đơn vị hành chính cấp tỉnh (nghị quyết có hiệu lực từ ngày 12 tháng 6 năm 2025). Theo đó, sáp nhập tỉnh Hậu Giang và tỉnh Sóc Trăng vào thành phố Cần Thơ.
Ngày 16 tháng 6 năm 2025, Ủy ban Thường vụ Quốc hội ban hành Nghị quyết số 1668/NQ-UBTVQH15 về việc sắp xếp các đơn vị hành chính cấp xã của thành phố Cần Thơ năm 2025 (nghị quyết có hiệu lực từ ngày 16 tháng 6 năm 2025). Theo đó, thành lập xã Vị Thanh 1 thuộc thành phố Cần Thơ trên cơ sở toàn bộ 29,89 km² diện tích tự nhiên, quy mô dân số là 18.233 người của xã Vị Đông, toàn bộ 20,26 km² diện tích tự nhiên, quy mô dân số là 12.922 người của xã Vị Thanh và toàn bộ 20,97 km² diện tích tự nhiên, quy mô dân số là 11.611 người của xã Vị Bình thuộc huyện Vị Thủy, tỉnh Hậu Giang.
Xã Vị Thanh 1 có 71,12 km² diện tích tự nhiên và quy mô dân số là 42.766 người.

## Giao thông
Xã Vị Thanh 1 có Quốc lộ 61C và Kênh Xáng Xà No chạy qua.